# Santa Caterina a Chiaia
A Santa Caterina a Chiaia (más nevén Santa Caterina martire) templom Nápoly Chiaia kerületében a Piazza dei Martiri környékén.

## Története
A templom eredetileg a Forti nemesi család kápolnája volt, míg át nem ruházták a ferencesekre, akik 1600-ig kibővítették. A mai templom számos átépítés eredménye, beleértve az 1732-es földrengés utánit. A homlokzatot Alexandriai Szent Katalin mártírságát ábrázoló domborművek díszítik. A főbejárat mellett emléktábla utal az 1904-es újjáépítésre. A belső díszítés is Szent Katalin életének mozzanatait örökíti meg. A kupolát 1916-ban Gustavo Girosi építette.